# روسالیا د کاسترو
ماریا روسالیا ریتا د کاسترو (اسپانیایی: Rosalía de Castro‎; ۲۴ فوریهٔ ۱۸۳۷ – ۱۵ ژوئیهٔ ۱۸۸۵) یک نویسنده و شاعر رمانتیک اهل اسپانیا بود.

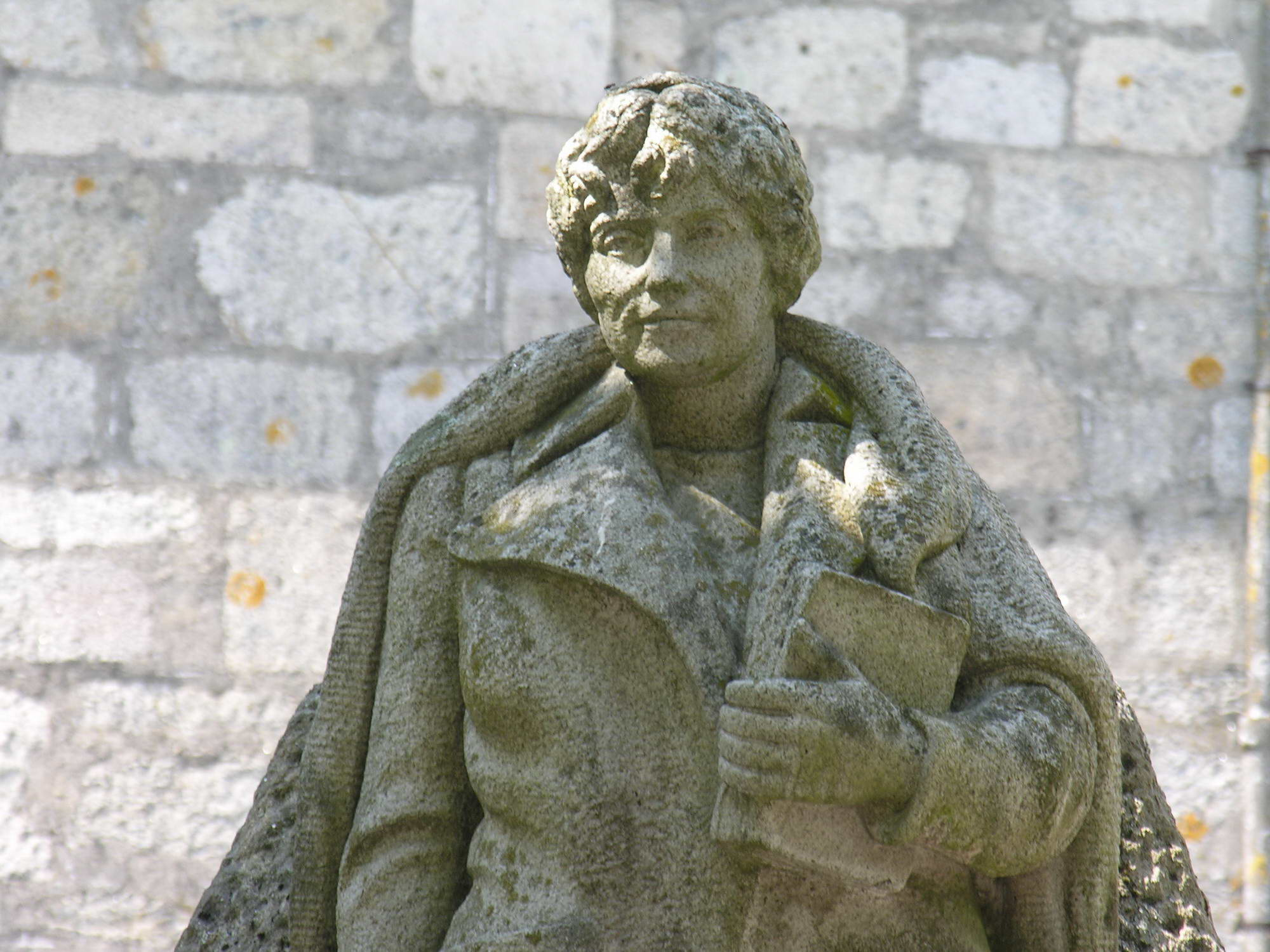
مجسمه روسالیا د کاسترو در پادرون.

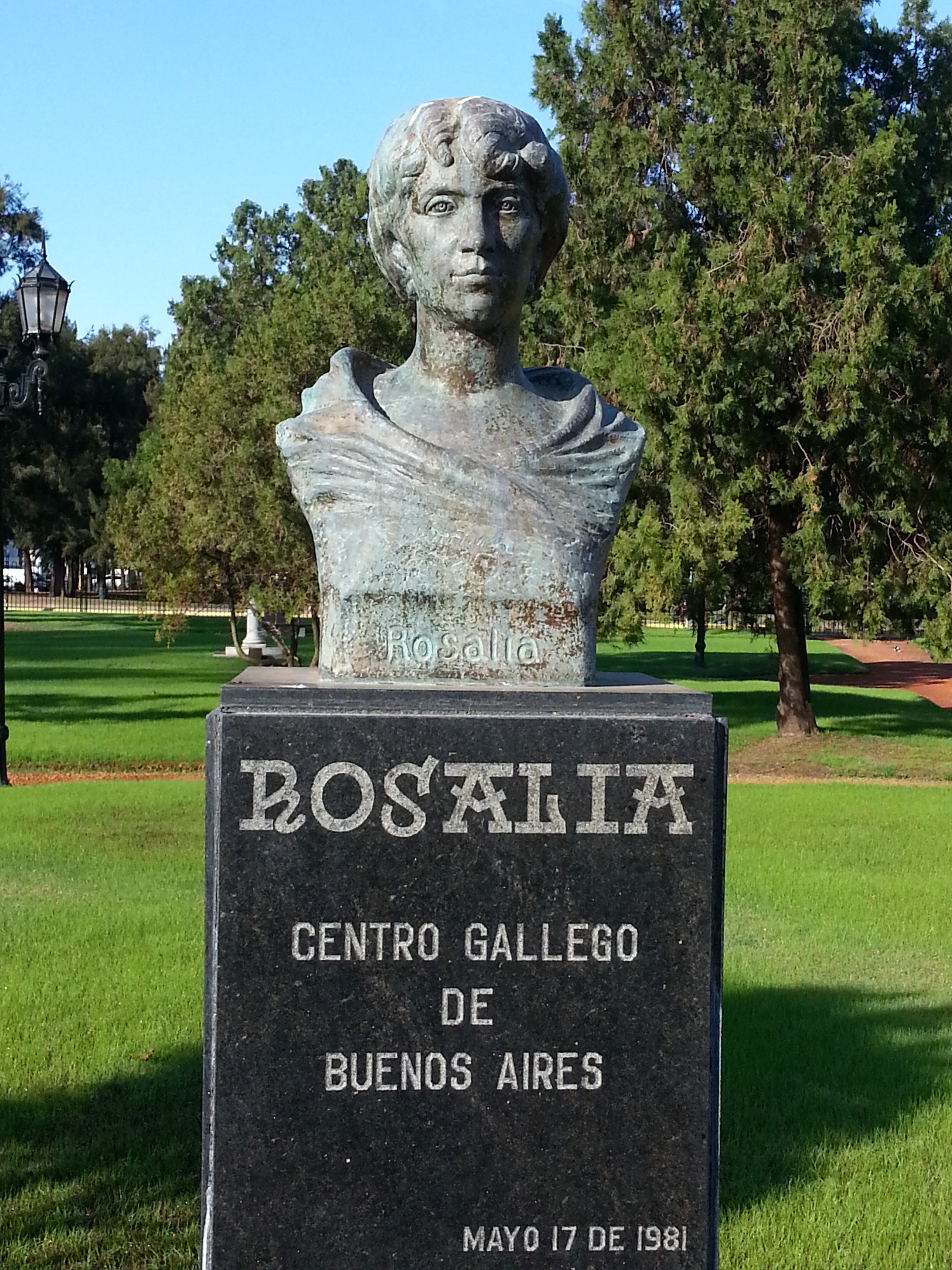
مجسمه نیم تنه از روسالیا د کاسترو در بوئنوس آیرس.

روسالیا د کاسترو در سال ۱۸۳۷ در سانتیاگوی اسپانیا متولد شد و در سال ۱۸۸۵ درگذشت. آثار او به زبان گالیسی و اسپانیایی نوشته شده‌اند و وی همراه گوستاو آدولفو بکر، از پیشروان شعر مدرن اسپانیا و همچنین از مطرح‌ترین چهره‌های ادبیات گالیسی محسوب می‌شود.
روسالیا د کاسترو پس از نوشتن «قرون روشن-تاریک» (Séculos Escuros) به زبان گالیسی، به شخصیت مهم جنبش رمانتیک گالیسی تبدیل شد و امروزه همراه با مانوئل کوررس انریکه و ادواردو پوندال به عنوان فردی شاخص در جنبش Rexurdimento (رنسانس) شناخته می‌شود. شعر او توسط سوداد، ترکیبی تقریباً غیرقابل وصف از نوستالژی، اشتیاق و سودازدگی توصیف شده‌است.

## آثار
«دختر دریا» در سال ۱۸۵۹، «برای مادرم» در سال ۱۸۶۳، «ویرانه‌ها» در سال ۱۸۶۶، «شوالیه‌ای با چکمه‌های آبی» در سال ۱۸۶۷، «اولین مجنون» در سال ۱۸۸۱ و «دسته گل‌های روز یکشنبه» در سال ۱۸۸۲ از مهم‌ترین آثار این شاعر هستند.

## میراث
در بزرگداشت روسالیا د کاسترو، اماکن، جوایز و یادبودهای فراوانی در اسپانیا، روسیه، اروگوئه، و دیگر نقاط دنیا نام او را بر خود دارند.

## ترجمه آثار
آثار روسالیا د کاسترو چندین بار به زبان انگلیسی ترجمه شده‌است. همچنین ترجمه‌هایی از گلچین آثار او به ژاپنی، پرتغالی و فرانسویدر دسترس است.